# 沙沟镇 (张北县)
沙沟镇，是中华人民共和国河北省张家口张北县下辖的一个行政建制镇，实际属察北管理区管辖。

## 行政区划
沙沟镇下辖以下地区：沙沟村、苏家村、吉家村、哈尔胡洞村、七间窑村、骆驼房村、脑包底村、小庙洼村和张家村。